# Biblia Kennicott
La Bíblia de Kennicott, de vegades denominada primera Bíblia de Kennicott, és una còpia manuscrita de la Bíblia hebrea escrita a la ciutat de La Corunya el 1476, sent un dels manuscrits il·luminats més exquisits que es coneixen en llengua hebrea; és considerat com una de les obres cimera de la il·lustració medieval, i fins i tot el manuscrit sefardita més luxosament il·lustrat del segle XV. El manuscrit va ser redactat a la ciutat de La Corunya pel cal·lígraf Moisés Ibn Zabarah i il·luminat per Joseph Ibn Hayyim i va ser descobert al segle xviii. És considerat per alguns, com l'historiador Carlos Barros, el manuscrit més important de l'Edat Mitjana gallega, només comparable amb la Hagadà Daurada, produïda a la Barcelona medieval propietat de la British Library de Londres.
El manuscrit rep el seu nom de Benjamin Kennicott, un canonge de la catedral de l'Església de Crist d'Oxford (Anglaterra), que va comprar el manuscrit a la Biblioteca Radcliffe, d'on va ser transferit a la Biblioteca Bodleian el 1872.
Un dels aspectes més destacats de l'exemplar és l'estreta col·laboració que mostra entre l'autor del text i l'il·luminador, poques vegades aconseguit en aquest tipus de treball, segons l'historiador de la cultura jueva Cecil Roth.